# Jacumba
Jacumba es un área no incorporada ubicada en el condado de San Diego en el estado estadounidense de California. La localidad se encuentra justo al lado estadounidense de la frontera entre Estados Unidos y México. En el lado mexicano, en 20 km se encuentra el poblado La Rumorosa. En el Censo de 2000 la población era de 660 personas.

## Geografía
Jacumba se encuentra ubicado en las coordenadas 32°37′N 116°11′O / 32.617, -116.183.
La ciudad se encuentra en un valle en las montañas Jacumba a una altitud de 2.800 pies (850 m). El área es seca con una precipitación promedio anual de 11.8 pulgadas (300 mm). Es servida por la antigua autopista 80; La Interestatal 8 pasa por alto la ciudad a una distancia de dos millas (3 km). La ciudad se encuentra en la zona horaria del Pacífico (GMT −08:00).
Las aguas termales de Jacumba se encuentran en la frontera con México. Existe un pequeño asentamiento en el lado mexicano, conocido como Jacume; El paso no tripulado se cerró en 1995. La nueva valla fronteriza ampliada atraviesa ahora la zona. La Patrulla Fronteriza de los Estados Unidos mantiene una mayor presencia en la zona para reducir el contrabando y la inmigración ilegal.
Según la Oficina del Censo de los Estados Unidos, el CDP cubre un área de 6,1 millas cuadradas (15,9 km2), el 99,88% de la tierra y el 0,12% del agua.